# Třída Sukanya
Třída Sukanya je třída oceánských hlídkových lodí indického námořnictva. Tvoří ji celkem sedm jednotek zařazených do služby v letech 1989–1993. Jejich úkolem je hlídkování a ochrana zájmů Indie v její námořní výlučné ekonomické zóně. Jedna hlídková loď byla prodána Srí Lance. Ta je jediným zahraničním uživatelem třídy.

## Stavba
První tři jednotky postavila korejská loděnice Korea Tacoma v Masanu a zbylé čtyři indická Hindustan Shipyard Limited.
Jednotky třídy Sukanya:
| Jméno               | Založení kýlu | Spuštěna    | Vstup do služby    | Status                                                                                 |
| ------------------- | ------------- | ----------- | ------------------ | -------------------------------------------------------------------------------------- |
| INS Sukanya (P 50)  |               |             | 31. srpna 1989     | aktivní                                                                                |
| INS Subhadra (P 51) |               | 1989        | 25. ledna 1990     | aktivní, nosič raket Dhanush                                                           |
| INS Suvarna (P 52)  |               | srpen 1990  | 4. dubna 1991      | aktivní, nosič raket Dhanush                                                           |
| INS Savitri (P 53)  | červen 1988   | květen 1989 | 27. listopadu 1990 | aktivní                                                                                |
| INS Sarayu (P 54)   | červen 1988   | říjen 1989  | 10. dubna 1991     | Od roku 2000 slouží na Srí Lance jako Sayura. Je vlajkovou lodí námořnictva Srí Lanky. |
| INS Sharada (P 55)  | červen 1989   | srpen 1990  | 16. prosince 1992  | aktivní                                                                                |
| INS Sujata (P 56)   | červen 1989   | říjen 1991  | 3. listopadu 1993  | aktivní                                                                                |

## Konstrukce

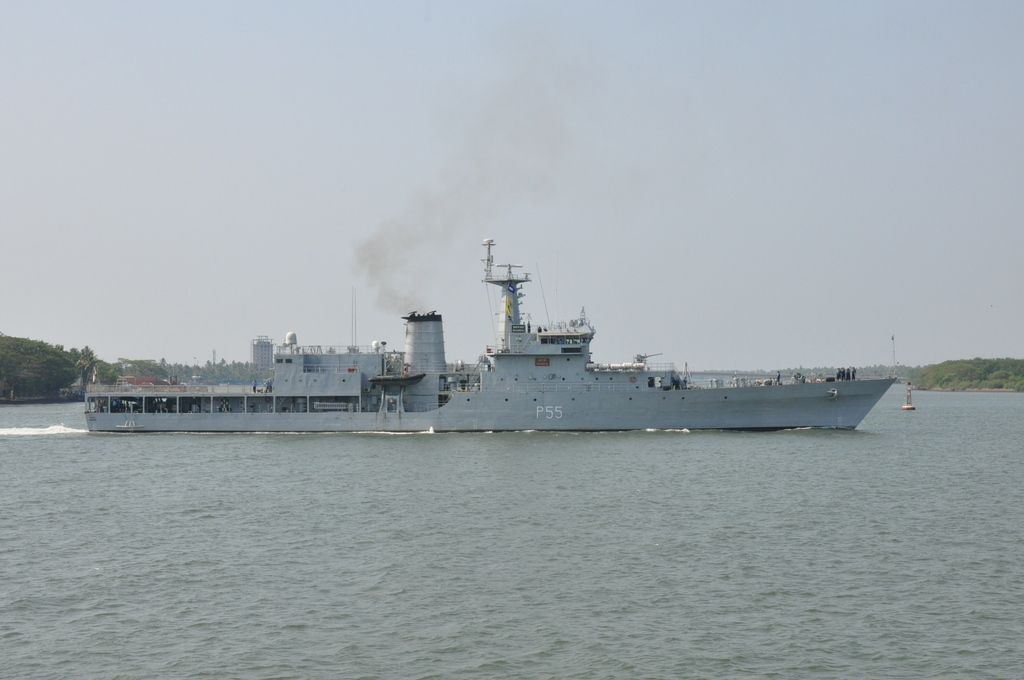
INS Sharada (P 55)

### Základní varianta
Plavidla nesou vyhledávací radar Racal Decca 2459 a navigační radar BEL 1245. Jsou vybavena senzory pro sledování znečištění mořské vody. Třída nese jen lehkou výzbroj, je ale dimenzována pro silnější výzbroj, kterou může být vybavena v případě potřeby. Hlavní výzbroj tvoří jeden 40mm kanón Bofors v postavení na přídi. Doplňují ho čtyři 12,7mm kulomety. Plavidla jsou na zádi vybavena přistávací plochou a hangárem pro jeden vrtulník HAL Chetak sloužící k hlídkování a misím SAR. Pohonný systém tvoří dva diesely. Lodní šrouby jsou dva. Nejvyšší rychlost dosahuje 22 uzlů.

### Nosiče balistických raket

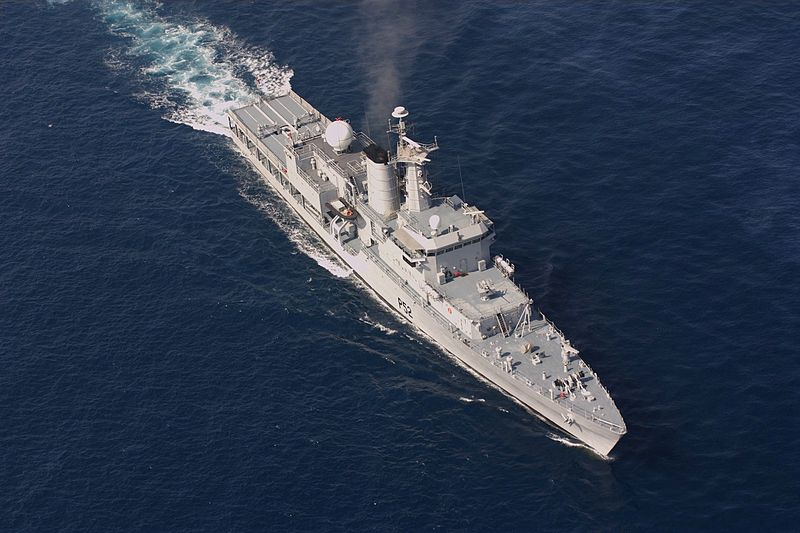
INS Suvarna (P 52)

Hlídkové lodě INS Subhadra a INS Suvarna byly upraveny pro nesení balistických raket Dhanush, které jsou upravenou verzí pozemních raket Prithvi s dosahem 500 km. Rakety jsou vypouštěny ze stabilizované plošiny umístěné na zádi plavidel, v místě přistávací plochy pro vrtulníky. Dvě balistické rakety Dhanush jsou uloženy v hangáru.

## Operační služba
INS Sukanya byla v Adenském zálivu nasazena proti pirátům. V září a říjnu 2011 tam překazila několik pirátských útoků.